# خوان ألفاريز
خوان ألفاريز (بالإسبانية: Juan Álvarez)‏ (1 يوليو 1996 في المكسيك - ) هو لاعب كرة قدم مكسيكي في مركز الدفاع.

## وصلات خارجية
- خوان ألفاريز على موقع قاعدة بيانات كرة القدم.إي يو (الإنجليزية)
- خوان ألفاريز على موقع Soccerway.com (الإنجليزية)
- خوان ألفاريز على موقع AS.com (الإسبانية)